# Федько Козловський
Федько (Федір) Козловський (нар. пер. пол. XV століття — пом. після 1474) — канцлер (1444-1452) великого князя Свидригайла.

## Життєпис
Про Федька Козловського відомо, на жаль, дуже небагато. Народився, очевидно, на Волині, можливо — у селі Козлів біля Володимира (яке потім було в його власності), у першій половині XV століття. З цим населеним пунктом, імовірно, пов'язане його прізвище «Козловський». Був волинським зем'янином.
Майже від початку князювання Свидригайла в Луцьку, Федько Козловський був його канцлером протягом 1444-1452 років. За свою працю, очевидно, отримав від князя у володіння певні маєтності біля Луцька, деякими, як зем'янин, володів спадково. Так, село Ступно належало йому та його родині протягом 1444-1474. 15 серпня 1444 року копний суд виніс вирок про приналежність Мощаниці до маєтності Ступно канцлера Федька.
Після смерті Свидригайла, у березні 1452 року до Вільна приїхало посольство від Волинського князівства, яке привезло тіло померлого князя, і потім на сеймі мало вирішувати подальшу долю краю. Одним із членів цього посольства був Федько Козловський. Після сейму Казимир IV Ягеллончик затвердив шляхетські маєтності на Волині, зокрема 5 сіл, які належали канцлеру Федьку Козловському: Козлов (імовірно — Козлів (Володимирський район)), Бужани, Полгиновъ (можливо — Пильгани біля Бужан), селище Вятеро, Ступно.
1474 року він продав Ступно Андрушку Федоровичу. Очевидно, пізніше він продав свої маєтності Студянку, Ступно та Мощаницю Федьку Олізаровичу за 60 кіп грошей.